# جان لوئیس اند کمپانی
جان لوئیس اند کمپانی (انگلیسی: John Lewis & Company) شرکت خرده‌فروشی بریتانیایی است، که در سال ۱۸۶۴ تأسیس شد.